# Kuno von Stoffeln

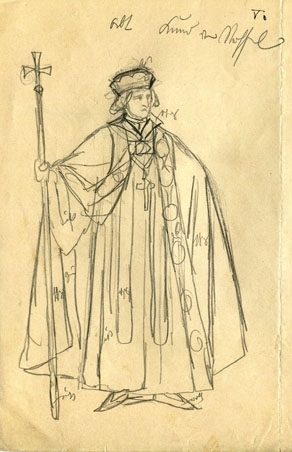
Kuno von Stoffeln, Zeichnung (1895) von Karl Jauslin.

Kuno von Stoffeln (* vor 1365; † 19. Oktober 1411) war von 1379 bis zu seinem Tod Fürstabt zu St. Gallen. Er war ein Bruder des Heinrich von Stöffeln.

## Geschichte
Kuno entstammte dem Geschlecht der Freiherren von Stöffeln auf Burg Justingen.
Er war maßgeblich an den Appenzellerkriegen beteiligt, denn die Stadt verweigerte ihm die Huldigung, die Appenzeller als seine Untertanen gar die Steuern. Er hatte aufgrund des Preisverfalls des Getreides nach der verheerenden Pestepidemie, um Einnahmeverluste auszugleichen, die Abgaben drastisch erhöhen müssen. Er schloss sich zunächst mit den ihm ergebenen Bodenseestädten, später mit Herzog Friedrich von Österreich zusammen, um den Freiheitsbestrebungen der Bevölkerung Einhalt zu gebieten. Es war ihm jedoch kein Kriegsglück vergönnt; das äbtische Heer verlor eine Schlacht nach der anderen. Zuletzt sah er sich genötigt, Ländereien zu verkaufen oder zu verpachten, um die Klosterkasse zu füllen.
Er hinterliess ein komplett heruntergewirtschaftetes Kloster, das gegen die aufstrebende Stadt bedeutungslos geworden war. In späteren Chroniken des 15. Jahrhunderts wird er als wahres Schreckgespenst geschildert.